# Гуломжон Абдуллаєв
Гуломжон Абдуллаєв (узб. Gulomjon Abdullaev; нар. 11 листопада 1998, Хорезмська область) — узбецький борець вільного стилю, чемпіон Ігор ісламської солідарності, бронзовий призер Олімпійських ігор. Майстер спорту міжнародного класу.

## Життєпис
Боротьбою почав займатися з 2013 року. У 2015 році став бронзовим призером чемпіонату Азії серед кадетів. Наступного року здобув бронзову медаль чемпіонату світу серед юніорів та став чемпіоном Азії серед юніорів. У 2018 удруге виборов чемпіонський титул на чемпіонаті Азії серед юніорів. Під час відбору на Олімпійський кваліфікаційний турнір з боротьби тренери вибрали його, незважаючи на те, що в його ваговій категорії були досвідченіші спортсмени і не помилились. У квітні 2021 року 22-річний борець виграв кваліфікаційний турнір в Алмати, що дозволило йому вибороти ліцензію на участь в літніх Олімпійських іграх 2020 року в Токіо. На токійській Олімпіаді у першому поєдинку переміг Ліу Мінгу з Китаю (10:2), у другому у рівній боротьбі поступився представнику Росії Зауру Угуєву (6:6, росіянин переміг за рахунок останньої результативної дії), однак через те, що Угуєв вийшов до фіналу, отримав право поборотися за бронзову нагороду. У втішній сутичці програв Томасу Гілману зі США (1:11). На наступних літніх Олімпійських іграх 2024 року в Парижі все ж таки зумів вибороти олімпійську нагороду, поступившись у півфіналі американую Спенсеру Лі та здолавши у поєдинку за бронзову медаль представника Киргизстану Бекзата Алмазбека-уулу.
Виступає за спортивне товариство «Динамо» Ташкент. Тренери — Латіф Калімов (з 2013), Бахтійор Собіров.
Навчається в Ургенцькому державному університеті.

## Спортивні результати на міжнародних змаганнях

### Виступи на Олімпіадах
| Змагання                    | Збірна     | Вагова категорія          | Місце  |
| --------------------------- | ---------- | ------------------------- | ------ |
| Літні Олімпійські ігри 2020 | Узбекистан | вільна боротьба, до 57 кг | 7      |
| Літні Олімпійські ігри 2024 | Узбекистан | вільна боротьба, до 57 кг | Бронза |

### Виступи на Чемпіонатах світу
| Змагання                        | Збірна     | Вагова категорія          | Місце |
| ------------------------------- | ---------- | ------------------------- | ----- |
| Чемпіонат світу з боротьби 2022 | Узбекистан | вільна боротьба, до 57 кг | 7     |
| Чемпіонат світу з боротьби 2023 | Узбекистан | вільна боротьба, до 57 кг | 7     |

### Виступи на Чемпіонатах Азії
| Змагання                       | Збірна     | Вагова категорія          | Місце |
| ------------------------------ | ---------- | ------------------------- | ----- |
| Чемпіонат Азії з боротьби 2022 | Узбекистан | вільна боротьба, до 57 кг | 5     |

### Виступи на Іграх ісламської солідарності
| Змагання                          | Збірна     | Вагова категорія          | Місце  |
| --------------------------------- | ---------- | ------------------------- | ------ |
| Ігри ісламської солідарності 2022 | Узбекистан | вільна боротьба, до 57 кг | Золото |

### Виступи на інших змаганнях
| Змагання                                                     | Збірна     | Вагова категорія          | Місце  |
| ------------------------------------------------------------ | ---------- | ------------------------- | ------ |
| Кубок мера Пуна з боротьби 2016                              | Узбекистан | вільна боротьба, до 57 кг | 9      |
| Турнір Г. Картозія і В. Балавадзе 2018                       | Узбекистан | вільна боротьба, до 61 кг | 12     |
| Турнір Дана Колова — Николи Петрова 2019                     | Узбекистан | вільна боротьба, до 57 кг | 5      |
| Турнір Алі Алієва 2019                                       | Узбекистан | вільна боротьба, до 57 кг | 7      |
| Турнір Дмитра Коркіна 2019                                   | Узбекистан | вільна боротьба, до 57 кг | 5      |
| Турнір Яшара Догу 2020                                       | Узбекистан | вільна боротьба, до 57 кг | Срібло |
| Київський Міжнародний турнір з боротьби 2021                 | Узбекистан | вільна боротьба, до 57 кг | Золото |
| Олімпійський кваліфікаційний турнір з боротьби 2020 (Алмати) | Узбекистан | вільна боротьба, до 57 кг | Золото |
| Меморіал Вацлава Циолковського 2021                          | Узбекистан | вільна боротьба, до 61 кг | Золото |
| Турнір Яшара Догу 2022                                       | Узбекистан | вільна боротьба, до 61 кг | Срібло |
| Міжнародний турнір Дінмухамеда Кунаєва 2022                  | Узбекистан | вільна боротьба, до 57 кг | 15     |
| Міжнародний турнір Дінмухамеда Кунаєва 2023                  | Узбекистан | вільна боротьба, до 61 кг | Золото |
| Турнір Дана Колова — Николи Петрова 2024                     | Узбекистан | вільна боротьба, до 61 кг | 24     |
| Олімпійський кваліфікаційний турнір з боротьби 2024 (Бішкек) | Узбекистан | вільна боротьба, до 57 кг | Золото |
| Меморіал Імре Поляка та Яноша Варги 2024                     | Узбекистан | вільна боротьба, до 57 кг | 7      |

### Виступи на змаганнях молодших вікових груп
| Змагання                                      | Збірна     | Вагова категорія          | Місце  |
| --------------------------------------------- | ---------- | ------------------------- | ------ |
| Чемпіонат Азії з боротьби серед кадетів 2014  | Узбекистан | вільна боротьба, до 46 кг | 5      |
| Чемпіонат Азії з боротьби серед кадетів 2015  | Узбекистан | вільна боротьба, до 50 кг | Бронза |
| Чемпіонат світу з боротьби серед кадетів 2015 | Узбекистан | вільна боротьба, до 50 кг | 9      |
| Чемпіонат Азії з боротьби серед юніорів 2016  | Узбекистан | вільна боротьба, до 55 кг | Золото |
| Чемпіонат світу з боротьби серед юніорів 2016 | Узбекистан | вільна боротьба, до 55 кг | Бронза |
| Чемпіонат світу з боротьби серед юніорів 2017 | Узбекистан | вільна боротьба, до 55 кг | 8      |
| Чемпіонат Азії з боротьби серед юніорів 2018  | Узбекистан | вільна боротьба, до 57 кг | Золото |
| Чемпіонат світу з боротьби серед юніорів 2018 | Узбекистан | вільна боротьба, до 57 кг | 17     |